# Maynard (Minnesota)
Pour les articles homonymes, voir Maynard.
La ville américaine de Maynard est située dans le comté de Chippewa, dans l’État du Minnesota. Lors du recensement de 2010, sa population s’élevait à 366 habitants.

## Source
- (en) Cet article est partiellement ou en totalité issu de l’article de Wikipédia en anglais intitulé « Maynard, Minnesota » (voir la liste des auteurs).